# اگراهاراهوساهالی
اگراهاراهوساهالی (به انگلیسی: Agraharahosahalli) یک منطقهٔ مسکونی در هند است که در کارناتاکا واقع شده‌است.